# 瓦朗加尔
瓦朗加尔（发音ⓘ）是印度泰倫加納邦的第二大城市，人口约83万（2011年），經濟以農業為主。